# Julius Hermann Schultes
Julius Hermann Schultes (Vienna, 4 febbraio 1804 – Monaco di Baviera, 1º settembre 1840) è stato un botanico austriaco.

## Biografia
Svolse la sua attività di botanico a Vienna. È stato coautore con suo padre Josef August Schultes del volume 7 dell'edizione Roemer & Schultes del Systema Vegetabilium.